# George Franz von Trach
George Franz Freiherr von Trach (geb. um 1717 in Schlesien; gest. 16. Mai 1770) war ein preußischer Landrat.

## Leben
George Franz Freiherr von Trach war Angehöriger des freiherrlichen schlesischen Adelsgeschlechts Trach. Er war ein Sohn des Johann George Heinrich von Trach (* um 1695), Erbherr auf Lenschütz. Zwischen 1748 und 1750 wurde er Nachfolger von Christian Ernst von Solms als Landrat des Kreises Leobschütz. 1752 trat er die Nachfolge von Heinrich Gotthard von Naefe als Landrat im Kreis Cosel an. Die dortigen Amtsgeschäfte übte er bis 1770 aus.

## Freiherrenstand
Am 9. November 1763 wurde George Franz Freiherr von Trach durch König Friedrich II. – das der Familie ursprünglich durch Kaiser Leopold I. gegebene Freiherrendiplom – erneuert.

## Persönliches
George Franz Freiherr von Trach erwarb 1744 für 8000 Taler das Gut Lenschütz seines Vaters. Daneben besaß er noch die Güter Guhrau und Sowade. Er war mit Josepha Leopoldine Gottliebe Freiin von Wilamowski (* 16. November 1732 in Teschen;† 5. Februar 1778), Tochter des Hans Freiherr von Wilamowski und der Sofie Freiin von Morawitzky, verheiratet. Das Ehepaar hatte 3 Söhne, Adolph, Traugott Heinrich und Maximilian. Nach dem Tod von Georg Franz im Jahr 1770 heiratete die Witwe am 13. Januar 1773 den Oberlieutenant vom Kürassier-Regiment Friedrich von der Marvitz auf Ponientschütz.